# Bob Black
Robert Charles Black Jr., mais conhecido como Bob Black (Detroit, 1951), é um advogado e anarquista estadunidense. Tem uma formação acadêmica respeitável com graduações em Ciências sociais e Direito, além de dois títulos de mestrado. Porém, o que o tornou famoso, foram cartazes anarquistas, situacionistas, comedianistas e absurdistas que criou à frente da "Última Internacional", entre 1977 e 1983. Além da ação panfletária, escreveu centenas de ensaios, distribuídos indistintamente entre periódicos anarquistas, jornais da área de direito e órgãos da grande imprensa, como Wall Street Journal, Village Voice, Semiotext(e) e Re/Search. Publicou Abolição do Trabalho e Outros Ensaios (1985), Fogo Aliado (1992), Beneath the Underground (1994) e Anarchy after Leftism (1996). Cria jogos de palavras, aliada ao humor ácido e ao conhecimento teórico.
| “ | [Black] supera qualquer ensaísta político vivo… o trocadilho mais rápido do Oeste. | ” |

Suas principais contribuições teóricas ao anarquismo e à filosofia em geral versam sobre a crítica ao trabalho e a problematização da relação ente o anarquismo e a esquerda tradicional. Esta última colocará o autor como um dos precursores da corrente anarquista conhecida como pós-esquerdismo.

## Obras
- The Abolition of Work and Other Essays
- Beneath the Underground
- Friendly Fire
- Anarchy After Leftism
- Groucho Marxism